# Kanton Mazamet-Nord-Est
Kanton Mazamet-Nord-Est (francouzsky Canton de Mazamet-Nord-Est) je francouzský kanton v departementu Tarn v regionu Midi-Pyrénées. Tvoří ho sedm obcí.

## Obce kantonu
- Boissezon
- Le Rialet
- Le Vintrou
- Mazamet (severovýchodní část)
- Payrin-Augmontel
- Pont-de-Larn
- Saint-Salvy-de-la-Balme